# Leptotes marginalis
Leptotes marginalis is een vlinder uit de familie van de Lycaenidae. De wetenschappelijke naam van de soort is voor het eerst geldig gepubliceerd in 1925 door Aurivillius.